# Baeckea diosmifolia
Baeckea diosmifolia är en myrtenväxtart som beskrevs av Edward Rudge. Baeckea diosmifolia ingår i släktet Baeckea och familjen myrtenväxter. Inga underarter finns listade i Catalogue of Life.